# Seznam španskih psihologov
Seznam španskih psihologov.

## G
- Alexandre Galí i Coll (pedagog)
- Urbano González Serrano

## J
- Jordi Oller Vallejo

## L
- Lorena Berdún

## M
- Ignacio Martín-Baró

## S
- Francisco Suárez